# Madżalis
Madżalis (ros. Маджалис) – wieś w Rosji, w Dagestanie, ośrodek administracyjny rejonu kajtagskiego. W 2021 liczyła 6659 mieszkańców.